# Coleocentrus croceicornis
Coleocentrus croceicornis är en stekelart som först beskrevs av Johann Ludwig Christian Gravenhorst 1829.  Coleocentrus croceicornis ingår i släktet Coleocentrus och familjen brokparasitsteklar. Arten är reproducerande i Sverige. Inga underarter finns listade i Catalogue of Life.